# 安德鲁·瓦尔蒙
安德鲁·瓦尔蒙（英語：Andrew Valmon，1965年1月1日—），美国男子田径运动员，主攻短跑。他曾代表美国参加1988年和1992年夏季奥林匹克运动会田径比赛，获得二枚金牌，均来自接力项目。

## 家庭
妻子梅雷迪丝·雷尼-瓦尔蒙。